# Elektrické pole
Elektrické pole je fyzikální pole, jehož zdrojem je elektricky nabité těleso nebo časově proměnné magnetické pole projevující se působením elektrické síly na nabité částice. Elektrické pole se dělí na elektrostatické pole (viz elektrostatika), které je vytvářeno nepohyblivým elektrickým nábojem, a na elektrodynamické pole, které je vytvářeno zrychleně se pohybujícím elektrickým nábojem, případně hnaným prostřednictvím nestacionárního magnetického pole. Elektrické pole je dílčím projevem obecného elektromagnetického pole, na magnetickém poli je nezávislé pouze elektrostatické pole (nepohyblivé elektrické náboje).
Tvar a směr elektrického pole je graficky vyjádřen pomocí (orientovaných) siločar či ekvipotenciálních ploch. Siločáry elektrického pole v každém bodě vyznačují směr vektoru intenzity elektrického pole v daném místě, přičemž hustota siločar je přímo úměrná velikosti této intenzity. Ekvipotenciální plochy jsou plochy s konstantní velikostí elektrického potenciálu. Tvar pole závisí na rozmístění náboje na tělesech, která jsou jeho zdrojem, na okolních proměnných magnetických polích a na lokálních elektrických vlastnostech prostředí. Existují dva základní jednoduché tvary, tj. homogenní pole, generované homogenně nabitou rovinou, kde všechny siločáry jsou vzájemně rovnoběžnými přímkami nebo radiální pole, generované homogenně nabitou koulí, kde všechny siločáry jsou přímkami procházejícími jedním bodem.
Speciálním případem elektrického pole je stacionární elektrické pole, jehož makroskopické veličiny nezávisí na čase. Zatímco v případě elektrostatického pole jsou náboje v klidu, u stacionárního elektrického pole se náboje mohou pohybovat, avšak elektrický proud, který svým pohybem vyvolávají, je nezávislý na čase, tj. konstantní, buzený zdrojem konstantního elektrického napětí.

## Síla elektrického pole
Lorentzova síla je projevem elektromagnetického pole na hmotu, působí na náboj {\displaystyle q} částice pohybující se rychlostí 
{\displaystyle {\boldsymbol {v}}}:
{\displaystyle {\boldsymbol {F}}=q\left({\boldsymbol {E}}+{\boldsymbol {v}}\times {\boldsymbol {B}}\right)},
běžně je jako Lorentzova síla označován pouze příspěvek magnetické síly:
{\displaystyle {\boldsymbol {F}}_{\mathrm {mag} }=q\ ({\boldsymbol {v}}\times {\boldsymbol {B}})},
při zanedbání příspěvku elektrické síly {\displaystyle {\boldsymbol {F}}_{\mathrm {el} }=q\ {\boldsymbol {E}}},
kde {\displaystyle {\boldsymbol {E}}} je intenzita elektrického pole, {\displaystyle {\boldsymbol {B}}} je magnetická indukce a {\displaystyle \times } vyjadřuje vektorový součin. Rozdělení magnetických a elektrických příspěvků je závislé na vztažné soustavě.
Elektrická síla působící mezi dvěma bodovými náboji {\displaystyle q_{1}} a {\displaystyle q_{2}} ve vzdálenosti {\displaystyle r}:
{\displaystyle F={\frac {\left|q_{1}q_{2}\right|}{4\pi \varepsilon r^{2}}}},
kde {\displaystyle \varepsilon } je permitivita prostředí.

## Práce elektrického pole
Elementární práci elektrického pole vykonanou na přemístění náboje {\displaystyle q} po dráze délky {\displaystyle l} lze vyjádřit vztahem stejným jako pro práci mechanickou, tedy:
{\displaystyle \mathrm {d} W={\boldsymbol {F}}\cdot \mathrm {d} {\boldsymbol {l}}},
kde {\displaystyle F} je v tomto případě elektrická část Lorentzovy síly {\displaystyle {\boldsymbol {F}}_{\mathrm {el} }=q\ {\boldsymbol {E}}}.
Z tohoto vztahu pak lze odvodit i vyjádření pro práci konanou elektrickým polem na tělesa obsahující volné či vázané náboje, tedy na vodiče či dielektrika. 
Vzhledem k tomu, že elektrické napětí mezi dvěma body vodiče délky {\displaystyle l} s polohovými vektory {\displaystyle {\boldsymbol {r}}_{1}} a {\displaystyle {\boldsymbol {r}}_{2}} je svázáno s intenzitou elektrického pole vztahem:
{\displaystyle U=\int _{{\boldsymbol {r}}_{1}}^{{\boldsymbol {r}}_{2}}{\boldsymbol {E}}\cdot \mathrm {d} {\boldsymbol {l}}},
lze elementární práci vyjádřit jako součin napětí {\displaystyle U} a elementu přeneseného náboje {\displaystyle \mathrm {d} q}:
{\displaystyle \mathrm {d} W=U\mathrm {d} q}.
Elektrické napětí nebo elementární náboj lze v různých speciálních případech vyjádřit různě. Z toho plynou různé vztahy pro výpočet elementární práce. Patří sem i nejčastěji uváděný případ konání elektrické práce při působení elektrického pole zdroje o napětí {\displaystyle U} na částice s elektrickým nábojem ve vodiči, které způsobí usměrněný pohyb nosičů náboje, tj. elektrický proud {\displaystyle I}. (Tato práce se projeví zvýšením kinetické energie nosičů náboje a zpravidla končí jako teplo vydané na ohřátí vodiče.) V tomto případě lze elementární náboj vyjádřit pomocí proudu a elementárního času {\displaystyle \mathrm {d} t}, což vede k elementární práci:
{\displaystyle \mathrm {d} W=UI\mathrm {d} t}.
Další možná vyjádření elementární práce jsou:
- při nabíjení kondenzátoru: {\displaystyle \mathrm {d} W=\left(Q/C\right)\mathrm {d} q}, kde {\displaystyle C} je elektrická kapacita
- při práci galvanického článku v elektrického obvodu: {\displaystyle \mathrm {d} W=U_{e}\mathrm {d} q}, kde {\displaystyle U_{e}} je elektromotorické napětí
- při průchodu proudu {\displaystyle I} cívkou (proti napětí vlastní indukce): {\displaystyle \mathrm {d} W=LI\mathrm {d} I}, kde {\displaystyle L} je indukčnost.

Výše uvedené vztahy vycházejí z popisu tzv. působení na dálku, tj. vyjádřené jako působení pole zdroje na náboje a proudy. Při polním popisu (vlastní energie působení je rozestřena v prostoru mezi náboji a proudy) je vhodné použití veličiny hustota práce, značené {\displaystyle w} a definované jako:
{\displaystyle w={\mathrm {d} W \over \mathrm {d} V}}, kde {\displaystyle V} je objem.
Pro elementární hustotu práce konané elektrickým polem pak platí vztah:
{\displaystyle \mathrm {d} w=-{\boldsymbol {E}}\cdot \mathrm {d} {\boldsymbol {D}}}, kde {\displaystyle {\boldsymbol {D}}} je elektrická indukce.
Práce elektrického pole na polarizaci dielektrika spočívá v posunutí nabitých částic tvořících strukturu dielektrika a vytvoření elementárních elektrických dipólů. V tomto případě je vhodné použít pro výpočet práce intenzitu elektrického pole {\displaystyle {\boldsymbol {E}}}:
{\displaystyle \mathrm {d} W={\boldsymbol {E}}\cdot \mathrm {d} {\boldsymbol {p}}}, kde {\displaystyle {\boldsymbol {p}}} je vzniklý elektrický dipólový moment, pro elementární hustotu práce pak platí vztah:
{\displaystyle \mathrm {d} w={\boldsymbol {E}}\cdot \mathrm {d} {\boldsymbol {P}}}, kde {\displaystyle {\boldsymbol {P}}} je elektrická polarizace.

## Intenzita elektrického pole
Značka: {\displaystyle E}
Jednotka SI: newton na coulomb, značka {\displaystyle \mathrm {NC} ^{-1}}
Intenzita elektrického pole je vektorová fyzikální veličina, vyjadřující velikost a směr elektrického pole. Je definována jako elektrická síla {\displaystyle {\boldsymbol {F}}} působící na těleso s kladným elektrickým nábojem {\displaystyle Q}:
{\displaystyle {\boldsymbol {E}}={\frac {\boldsymbol {F}}{Q}}},
hodnota vektoru intenzity elektrického pole obecně závisí na poloze v prostoru (je funkcí polohového vektoru), proto je tato veličina vektorové pole. 
Směr vektoru elektrické intenzity je dán směrem působící elektrické síly. Orientace elektrické intenzity je dána domluvou, že zkušebním tělesem je kladně nabité těleso, a tedy elektrická intenzita směřuje od tělesa s kladným elektrickým nábojem k tělesu se záporným elektrickým nábojem. Pro intenzitu elektrického pole platí princip superpozice, tzn., že celková intenzita elektrického pole vytvářená více zdroji je rovna součtu intenzit elektrického pole těchto dílčích zdrojů.

## Tok elektrické intenzity
Značka: {\displaystyle {\mathit {\Phi }}}
Jednotka SI: volt metr, značka {\displaystyle \mathrm {Vm} }
Tok intenzity elektrického pole uzavřenou plochou {\displaystyle S} je definován:
{\displaystyle {\mathit {\Phi }}=\oint _{S}{\boldsymbol {E}}\cdot \mathrm {d} {\boldsymbol {S}}},
kde {\displaystyle {\boldsymbol {E}}} je vektor elektrické intenzity, {\displaystyle \mathrm {d} {\boldsymbol {S}}} je element plochy jakožto vektor ve směru normály k ploše a {\displaystyle {\boldsymbol {E}}\cdot \mathrm {d} {\boldsymbol {S}}} představuje skalární součin.
Tok intenzity elektrického pole průřezem vodiče {\displaystyle S} je definován:
{\displaystyle {\mathit {\mathit {\Phi }}}=\int _{S}{\boldsymbol {E}}\cdot \mathrm {d} {\boldsymbol {S}}},
kde {\displaystyle {\boldsymbol {E}}} je vektor elektrické intenzity, {\displaystyle \mathrm {d} {\boldsymbol {S}}} je element průřezu ve směru normály k ploše. Volba směru normály je v tomto případě libovolná.

## Elektrická indukce
Značka: {\displaystyle D}
Jednotka SI: coulomb na čtvereční metr, značka {\displaystyle \mathrm {Cm} ^{-2}}
Elektrická indukce je vektorová fyzikální veličina charakterizující elektrické pole bez započtení vlivu elektrických nábojů vázaných v prostředí (dielektriku), ale pouze na základě vnějších elektrických nábojů jako zdrojů elektrického pole, je definovaná vztahem:
{\displaystyle {\boldsymbol {D}}=\varepsilon _{0}\,{\boldsymbol {E}}+{\boldsymbol {P}}},
kde {\displaystyle \varepsilon _{0}} je permitivita vakua, {\displaystyle {\boldsymbol {E}}} je intenzita elektrického pole a {\displaystyle {\boldsymbol {P}}} je elektrická polarizace.
Pro lineární dielektrikum je elektrická polarizace lineárně závislá na intenzitě elektrického pole a lze psát:
{\displaystyle {\boldsymbol {P}}=\chi _{e}\,\varepsilon _{0}\,{\boldsymbol {E}}},
kde {\displaystyle \chi _{e}} označuje elektrickou susceptibilitu. Odtud platí:
{\displaystyle {\boldsymbol {D}}=\varepsilon _{0}{\boldsymbol {E}}+\chi _{e}\varepsilon _{0}{\boldsymbol {E}}=\varepsilon _{0}(1+\chi _{e}){\boldsymbol {E}}=\varepsilon _{0}\varepsilon _{r}{\boldsymbol {E}}=\varepsilon {\boldsymbol {E}}},
kde {\displaystyle \varepsilon _{r}} označuje relativní permitivitu a {\displaystyle \varepsilon } absolutní permitivitu.
Elektrickou indukci v lineárním dielektriku je tedy možné určovat ze stejných vztahů jako intenzitu elektrického pole s tím, že se příslušný vztah násobí koeficientem {\displaystyle \varepsilon } případně {\displaystyle \varepsilon _{0}}, např. vyjádření Gaussova zákona elektrostatiky pomocí elektrické indukce:
{\displaystyle \oint _{S}{\boldsymbol {D}}\cdot \mathrm {d} {\boldsymbol {S}}=Q},
kde {\displaystyle S} je uzavřená, vně orientovaná plocha (Gaussova plocha) obklopující volný elektrický náboj {\displaystyle Q}. V diferenciálním tvaru pak tento zákon vypadá následovně:
{\displaystyle \operatorname {div} \,{\boldsymbol {D}}=\rho },
kde {\displaystyle \rho } je objemová hustota volných nábojů.

## Elektrická polarizace
Elektrická polarizace (hustota polarizace resp. dipólového momentu) je vektorová fyzikální veličina, která vyjadřuje účinek vnějšího elektrického pole na dielektrikum.
Značka: {\displaystyle P}
Jednotka SI: coulomb na čtvereční metr, značka {\displaystyle \mathrm {Cm} ^{-2}}
Elektrická polarizace je definována vztahem:
{\displaystyle {\boldsymbol {P}}={\boldsymbol {D}}-\varepsilon _{0}{\boldsymbol {E}}},
kde {\displaystyle E} a {\displaystyle D} jsou vektory intenzity elektrického pole a elektrické indukce, {\displaystyle \varepsilon _{0}} je permitivita vakua.
V lineárním dielektriku je elektrická polarizace přímo úměrná intenzitě elektrického pole:
{\displaystyle {\boldsymbol {P}}=\varepsilon _{0}(\varepsilon _{r}-1){\boldsymbol {E}}=\varepsilon _{0}\chi _{\mathrm {e} }{\boldsymbol {E}}},
kde {\displaystyle \varepsilon _{r}} je relativní permitivita a {\displaystyle \chi _{\mathrm {e} }} je elektrická susceptibilita. Platnost tohoto vztahu se rozšiřuje i na neizotropní lineární dielektrika, relativní permitivitu a elektrickou susceptibilitu je pak třeba chápat jako tenzory 2. řádu. Nelineární závislost pak mají např. feroelektrické látky, u kterých se v určitém intervalu teplot vyskytuje anomální závislost polarizace na vnějším elektrickém poli, zvaná (stejně jako u obdobných feromagnetik) hysterezní křivka, při poklesu vnějšího elektrického pole na nulu se u nich může udržet nenulová elektrická polarizace a tedy i nenulová elektrická indukce. Jiným typem látek s trvalou (nenulovou) elektrickou polarizací jsou tzv. elektrety.
Elektrická polarizace je rovna objemové hustotě elektrického dipólového momentu {\displaystyle p} v prostředí:
{\displaystyle {\boldsymbol {P}}={\frac {\mathrm {d} {\boldsymbol {p}}}{\mathrm {d} V}}\ \ \ } resp. {\displaystyle \ \ \ {\boldsymbol {p}}=\int _{V}{\boldsymbol {P}}\,\mathrm {d} V},
kde naznačená derivace a integrace se bere v tzv. makroskopickém smyslu, tedy limitní proces končí na elementech objemu, ve kterých se ještě neprojevuje částicová struktura látek. Vzhledem k částicové struktuře látek lze polarizaci vyjádřit jako podíl součtu všech dipólových momentů {\displaystyle p_{i}} jednotlivých částic v dané oblasti dielektrika a objemu {\displaystyle V} této oblasti:
{\displaystyle {\boldsymbol {P}}={\frac {\sum _{i}{\boldsymbol {p}}_{i}}{V}}}.
Obecné vysvětlení jevu elektrické polarizace tedy spočívá ve vázaných elektrických nábojích vytvářejících permanentní a indukované elektrické dipóly. Podstatu a vlastnosti chování elektrické polarizace však vysvětlují až teorie materiálových konstant, vycházející z mikroskopické struktury látek. Zkoumají závislost dipólových momentů jednotlivých částic dielektrických látek na lokálním poli i jejich vzájemnou interakci ve struktuře těchto látek.

## Elektrický dipól

Pole elektrického dipólu v jeho blízkosti s vyznačenými siločárami.

Elektrický dipól vzniká, pokud kladné a záporné náboje nejsou v prostoru stejně rozmístěny. Nejjednodušším a typickým příkladem dipólu je dvojice opačných nábojů od sebe vzdálených o malou vzdálenost vzhledem ke vzdálenosti, ve které tyto náboje vytváří elektrické pole. Elektrický dipól můžeme charakterizovat pomocí elektrického dipólového momentu {\displaystyle \mathbf {p} }. Elektrické pole vytvořené dipólem (ve vzdálenosti velké vzhledem ke vzdálenostem nábojů dipól vytvářejících) je dáno vztahem pro elektrický potenciál resp. intenzitu elektrického pole:
{\displaystyle \varphi (\mathbf {r} )={\frac {1}{4\pi \varepsilon _{0}}}{\frac {\mathbf {p} \cdot \mathbf {r} }{r^{3}}}\ \ \ \ \ } resp. {\displaystyle \ \ \ \ \ \mathbf {E} (\mathbf {r} )={\frac {1}{4\pi \varepsilon _{0}}}\left({\frac {3(\mathbf {p} \cdot \mathbf {r} )\mathbf {r} }{r^{5}}}-{\frac {\mathbf {p} }{r^{3}}}\right)}.
Ve vnějším elektrickém poli o elektrické intenzitě {\displaystyle \mathbf {E} _{0}} má dipól potenciální energii:
{\displaystyle E=-\mathbf {p} \cdot \mathbf {E} _{0}},
a působí na něj síla:
{\displaystyle \mathbf {F} =(\mathbf {p} \cdot \nabla )\mathbf {E} _{0}\ \ \ } a moment síly {\displaystyle \ \ \ \mathbf {M} =\mathbf {p} \times \mathbf {E} _{0}}.

## Elektrický dipólový moment

Schéma elektrického dipólu.

Elektrický dipólový moment je vektorová veličina popisující nesymetrické rozdělení elektrického náboje, např. v molekule nebo v malé skupině atomů.
Značka: {\displaystyle \mathbf {p} }
Jednotka SI: coulomb metr, značka {\displaystyle \mathrm {Cm} }
V nejjednodušším případě, kdy dva bodové náboje s opačným znaménkem {\displaystyle +q} a {\displaystyle -q} jsou umístěny ve vzájemné vzdálenosti {\displaystyle d}, je velikost dipólového momentu této dvojice nábojů rovna:
{\displaystyle p=q\cdot d},
přičemž směr vektoru elektrického dipólového momentu leží na spojnici bodových nábojů.
Pokud se elektrický náboj {\displaystyle +q} nachází v bodě s polohovým vektorem {\displaystyle \mathbf {r} _{+}} a náboj {\displaystyle -q} v bodě s polohovým vektorem {\displaystyle \mathbf {r} _{-}}, lze jejich vzájemnou polohu charakterizovat vektorem {\displaystyle \mathbf {d} =\mathbf {r} _{+}-\mathbf {r} _{-}}. Elektrický dipólový moment pak lze vyjádřit jako:
{\displaystyle \mathbf {p} =q\cdot \mathbf {d} }.
Je-li elektrický náboj v prostoru rozložen s hustotou {\displaystyle \rho (\mathbf {r} )}, přičemž celkový elektrický náboj je nulový, tj.:
{\displaystyle \int _{V}\rho (\mathbf {r} )\mathrm {d} V=0},
kde integrace probíhá přes objem {\displaystyle V}, pak elektrický dipólový moment vyjádříme:
{\displaystyle \mathbf {p} =\int _{V}\mathbf {r} \rho (\mathbf {r} )\mathrm {d} V}.
Podle hodnoty dipólového momentu chemie rozlišuje polární (voda, NaCl,...) a nepolární molekuly (CO2, benzen,...). Polární molekuly mají stálou a nenulovou hodnotu elektrického dipólového momentu, tvoří permanentní dipól, nepolární ho mají nulový. Tato vlastnost je důležitá pro určení rozpustnosti v rozpouštědlech.

## Elektrostatické pole
Podle Coulombova zákona lze v bodě s polohovým vektorem {\displaystyle {\boldsymbol {r}}} v okolí bodového náboje {\displaystyle Q} umístěného v počátku soustavy souřadnic vyjádřit intenzitu elektrického pole vztahem:
{\displaystyle {\boldsymbol {E}}({\boldsymbol {r}})={\frac {1}{4\pi \varepsilon }}{\frac {Q}{r^{2}}}{\frac {\boldsymbol {r}}{r}}},
kde {\displaystyle \varepsilon } je permitivita prostředí elektrického pole, {\displaystyle {\boldsymbol {r}}} je polohový vektor určující polohu daného bodu a {\displaystyle r=|{\boldsymbol {r}}|} je jeho délka. Jejich podíl je jednotkovým vektorem, který určuje směr. Po jeho odstranění zůstane vzorec pro velikost intenzity elektrického pole v okolí bodového náboje {\displaystyle Q} ve vzdálenosti {\displaystyle r}:
{\displaystyle E={\frac {1}{4\pi \varepsilon }}{\frac {Q}{r^{2}}}}.
Oba výše uvedené uvedené vztahy platí za předpokladu, že prostředí v němž určujeme intenzitu pole je vakuum nebo homogenní lineární dielektrikum.
V obecném případě, kdy bodový náboj vytvářejí elektrické pole není umístěn v počátku soustavy souřadnic, ale v poloze {\displaystyle {\boldsymbol {r}}^{\prime }}, se poloha bodu v němž určujeme intenzitu pole vyjadřuje relativně k {\displaystyle {\boldsymbol {r}}^{\prime }}, což vyjadřuje vektorový rozdíl {\displaystyle {\boldsymbol {r}}-{\boldsymbol {r}}^{\prime }}, kterým se nahradí vektor {\displaystyle {\boldsymbol {r}}}. Výsledný vztah je:
{\displaystyle {\boldsymbol {E}}({\boldsymbol {r}})={\frac {1}{4\pi \varepsilon }}{\frac {Q}{{|{\boldsymbol {r}}-{\boldsymbol {r}}^{\prime }|}^{3}}}({\boldsymbol {r}}-{\boldsymbol {r}}^{\prime })}.
Pro intenzitu elektrického pole {\displaystyle n} bodových nábojů {\displaystyle Q_{i}} nacházejících se v pozicích {\displaystyle {\boldsymbol {r}}_{i}} platí:
{\displaystyle {\boldsymbol {E}}({\boldsymbol {r}})=\sum _{i=1}^{n}{\boldsymbol {E}}_{i}({\boldsymbol {r}})={\frac {1}{4\pi \varepsilon }}\sum _{i=1}^{n}{\frac {Q_{i}}{{|{\boldsymbol {r}}-{\boldsymbol {r}}_{i}|}^{3}}}({\boldsymbol {r}}-{\boldsymbol {r}}_{i})},
Ze základních vztahů lze odvodit vzorce pro intenzitu elektrického pole vytvářeného různým rozložením elektrického náboje v prostoru. Následující vztahy platí za předpokladu, že prostředí v němž určujeme intenzitu pole je vakuum nebo homogenní lineární dielektrikum:
Intenzitu el. pole vytvářeného el. nábojem spojitě rozloženým v objemu {\displaystyle V} lze vyjádřit vztahem:
{\displaystyle {\boldsymbol {E}}({\boldsymbol {r}})={\frac {1}{4\pi \varepsilon }}\int _{V}{\frac {\rho ({\boldsymbol {r}}^{\prime })}{{|{\boldsymbol {r}}-{\boldsymbol {r}}^{\prime }|}^{3}}}({\boldsymbol {r}}-{\boldsymbol {r}}^{\prime })\mathrm {d} V},
kde {\displaystyle \rho } je objemová hustota elektrického náboje a {\displaystyle {\boldsymbol {r}}^{\prime }} označuje proměnnou, která při integrování prochází přes objem {\displaystyle V}.
Intenzitu el. pole vytvářeného el. nábojem spojitě rozloženým na ploše {\displaystyle S} lze vyjádřit vztahem:
{\displaystyle {\boldsymbol {E}}({\boldsymbol {r}})={\frac {1}{4\pi \varepsilon }}\int _{S}{\frac {\sigma ({\boldsymbol {r}}^{\prime })}{{|{\boldsymbol {r}}-{\boldsymbol {r}}^{\prime }|}^{3}}}({\boldsymbol {r}}-{\boldsymbol {r}}^{\prime })\mathrm {d} S},
kde {\displaystyle \sigma } je plošná hustota elektrického náboje a {\displaystyle {\boldsymbol {r}}^{\prime }} označuje proměnnou, která při integrování prochází přes plochou {\displaystyle S}.
Intenzitu el. pole vytvářeného el. nábojem spojitě rozloženým po křivce {\displaystyle l} lze vyjádřit vztahem:
{\displaystyle {\boldsymbol {E}}({\boldsymbol {r}})={\frac {1}{4\pi \varepsilon }}\int _{l}{\frac {\tau ({\boldsymbol {r}}^{\prime })}{{|{\boldsymbol {r}}-{\boldsymbol {r}}^{\prime }|}^{3}}}({\boldsymbol {r}}-{\boldsymbol {r}}^{\prime })\mathrm {d} l},
kde {\displaystyle \tau } je lineární hustota elektrického náboje a {\displaystyle {\boldsymbol {r}}^{\prime }} označuje proměnnou, která při integrování prochází přes křivku {\displaystyle l}.
Nechá-li se vektor elektrické intenzity procházet uzavřenou, vně orientovanou plochou (Gaussova plocha), jedná se o veličinu tok elektrické intenzity, která je úměrná plochou obklopenému volnému náboji, což vyjádřuje Gaussův zákon elektrostatiky:
{\displaystyle \oint _{S}{{\boldsymbol {E}}\cdot \mathrm {d} {\boldsymbol {S}}}={\frac {Q}{\varepsilon }}}.
Intenzitu elektrostatického pole lze také určit z elektrického potenciálu prostřednictvím vztahu:
{\displaystyle {\boldsymbol {E}}({\boldsymbol {r}})=-\operatorname {grad} \varphi ({\boldsymbol {r}})=-\nabla \varphi ({\boldsymbol {r}})},
kde {\displaystyle \varphi } je potenciál elektrického pole a {\displaystyle \operatorname {grad} } označuje operátor gradientu, odtud plyne i vztah pro intenzitu stacionárního elektrického pole proudového vodiče délky {\displaystyle l}:
{\displaystyle E={\frac {U}{l}}}.

## Elektrodynamické pole
Elektrodynamické pole vytváří zrychleně se pohybující elektrický náboj. Pokud dochází ke změně elektrické intenzity v čase má to následek vznik magnetického pole, rovněž tak změna magnetického pole má za následek vznik elektrického pole, což popisuje obecná teorie elektromagnetického pole, popsaná Maxwellovými rovnicemi. Tyto rovnice tedy popisují také elektrostatické pole. Maxwellovy rovnice jsou platné pouze na makroskopické úrovni, tj. pokud rozměry popisovaných oblastí jsou podstatně větší než rozměry atomů.